# Allium schoenoprasoides
Allium schoenoprasoides — вид рослин з родини амарилісових (Amaryllidaceae); поширений у центральній Азії.

## Опис
Цибулина поодинока, від широкояйцюватої до майже кулястої, діаметром 0.8–1.5 см; оболонка від пурпурно-чорної до чорної. Листків 2 або 3, коротші від стеблини, завширшки 1–3 мм, півциліндричні, зверху жолобчасті. Стеблина 10–15(20) см, циліндрична, вкрита листовими піхвами на 1/3–1/2 довжини. Зонтик кулястий, густо багатоквітковий. Оцвітина пурпурно-червона; сегменти від довгасто-ланцетних до довгасто-яйцюватих, 4.5–8 × 2–3 мм. 2n = 16. Період цвітіння й плодоношення: липень — серпень.

## Поширення
Поширення: Казахстан, Киргизстан, Таджикистан, Китай — Сіньцзян.
Населяє схили, пасовища.